# Comité Olímpico Nacional de Camboya
El Comité Olímpico Nacional de Camboya (en camboyano: គណៈកម្មាធិការជាតិអូឡាំពិកកម្ពុជា) es el ente rector del deporte olímpico en Camboya y forma parte del Comité Olímpico Internacional y el Consejo Olímpico de Asia.

## Historia
Fue creado en el año 1983 pero fue reconocida hasta 1994, regresando a competir en los Juegos Olímpicos en Atlanta 1996 tras 24 años de ausencia.
Es la entidad encargada de la promoción del deporte olímpico en Camboya, así como de sus representaciones deportivas.